# Korenslang
De korenslang of rode rattenslang (Pantherophis guttatus) is een Noord-Amerikaanse slang uit de familie toornslangachtigen en de onderfamilie Colubrinae.

## Naam en indeling
De soort werd voor het eerst wetenschappelijk beschreven door Carl Linnaeus in 1766. Oorspronkelijk werd de wetenschappelijke naam Coluber guttatus gebruikt. De soort werd later als Elaphe guttata aangeduid. De slang behoorde later tot andere geslachten, zoals Scotophis, Elaphis, Callopeltis en Elaphe.
Lange tijd werd een ondersoort erkend; Pantherophis guttatus emoryi, maar deze wordt tegenwoordig als aparte soort gezien.

## Uiterlijke kenmerken
De lengte van de korenslang bedraagt tot ongeveer 1,1 meter met uitschieters tot ongeveer 1,8 meter. De korenslang blijft kleiner dan de verschillende verwante soorten uit het geslacht Pantherophis.
Korenslangen hebben een slank en weinig gespierd lichaam, de kop is relatief smal. De ogen zijn vrij groot en hebben een ronde pupil wat de voornamelijk dagactieve levenswijze verraadt. Op de kop is tussen de ogen vrijwel altijd een pijlvormige vlek aanwezig. De schubben zijn licht gekield; ze zijn voorzien van kleine opstaande lengterichels.
De kleur van korenslangen is overwegend bruin of grijs tot oranje; met op de rug afstekende, donker omzoomde helderrode strepen of vlekken. Deze vlekken zijn meestal ovaal tot zadelachtig van vorm. De vlekken kunnen echter ook samensmelten en een zigzag-achtig patroon vormen. De buikzijde is wit van kleur en heeft vaak vierkante, zwarte vlekken die meerdere buikschubben beslaan en doen denken aan een schaakbordachtig patroon. De kleur en tekening zijn bij wilde exemplaren zeer variabel door het grote verspreidingsgebied. Er zijn vijf wilde variaties die verschillende kleurpatronen kennen, de exemplaren uit South Carolina worden als een van de kleurrijkste gezien.
Naast de wildvormen worden korenslangen wereldwijd op grote schaal gekweekt in gevangenschap waarbij een zeer groot aantal niet-natuurlijke variëteiten is ontstaan. Momenteel zijn ongeveer 830 verschillende 'morfs' of kleurvariaties bekend. Ook komen amelanische vormen voor, waarbij de zwarte pigmenten ontbreken. Dergelijke exemplaren hebben rode kleuren en de ogen zijn roze van kleur. Een bijzondere variatie is snow, hierbij ontbreken de rode én zwarte pigmenten.
Veel van deze kleurvariaties lijken niet meer op de exemplaren die in de natuur voorkomen, maar behoren genetisch wel tot dezelfde soort.

## Levenswijze

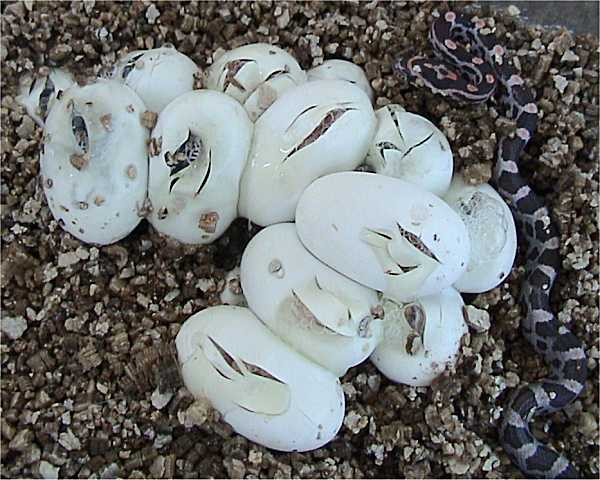
Uitsluipende eieren van de korenslang.

De korenslang is een beweeglijke, terrestrische, in de bossen levende slang. De korenslang is voornamelijk een bodembewoner maar kan ook goed klimmen en wordt daarnaast ook in ondergrondse holen of onder boomstammen aangetroffen.
Het is eigenlijk een nachtdier, maar in koelere jaargetijden kunnen ze ook overdag actief zijn. In de zomer is de slang voornamelijk 's nachts actief om de hitte te vermijden. In de koelere jaargetijden is het dier gedurende de schemering actief, zowel 's ochtends als in de middag. In de wintermaanden wordt in het noorden van het natuurlijke verspreidingsgebied een winterslaap gehouden, in het zuidelijke deel is de korenslang het gehele jaar actief.
Op het menu staan voornamelijk knaagdieren zoals muizen en ratten en soms andere dieren als vleermuizen of vogels. Ook vogelnesten in vogelhuisjes zijn niet veilig voor de slang. De korenslang kan grote prooien aan, zoals uit de kluiten gewassen ratachtigen. Jongere dieren eten voornamelijk kikkers en hagedissen.
De prooi wordt gewurgd en de korenslang is niet giftig. Worden ze bedreigd, dan trillen ze met de staart en richten zich vaak op, klaar voor de aanval. De achterzijde van het lichaam wordt S- vormig gekromd en de slang zal proberen te bijten. Ze kunnen ook een stinkende stof uitscheiden. De korenslang is ongevaarlijk voor de mens.
Bij bedreiging wordt de staartpunt snel heen- en weer bewogen. Als het dier zich tussen dode bladeren bevindt, kan deze trilling een geluid veroorzaken dat lijkt op dat van een ratelslang.

## Voortplanting
Een legsel bestaat meestal uit vijf tot maximaal dertig eieren. Exemplaren in het noorden van het verspreidingsgebied zetten minder eieren af die bovendien groter zijn dan die van de dieren uit het zuiden van het areaal. De eieren worden afgezet in rottend plantenmateriaal en komen na ongeveer drie maanden uit. De juvenielen hebben een lichaamslengte van ongeveer twintig tot dertig centimeter. De jongen in het noordelijke deel van het verspreidingsgebied zijn gemiddeld langer dan die uit het zuiden. De mannetjes zijn na twee jaar volwassen, de vrouwtjes meestal pas na drie jaar.

## Verspreiding en habitat

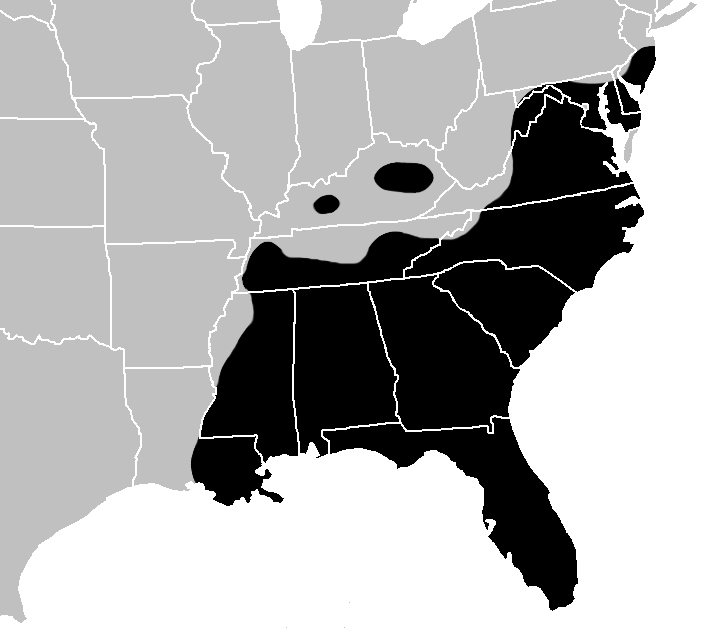
Verspreidingsgebied binnen de VS in het zwart.

De korenslang komt voor in delen van Noord-Amerika en een aantal eilanden rond de Caraïbische Zee. De slang komt voornamelijk voor in de Verenigde Staten en leeft hier in de staten Arkansas, Mississippi, Alabama, South Carolina, North Carolina, Kentucky, Tennessee, Virginia, Maryland, Delaware, West Virginia, New Jersey, Florida, Texas, Louisiana en Georgia. Daarnaast is de soort te vinden in de Kaaimaneilanden, de Amerikaanse Maagdeneilanden, Anguilla, Antigua en Saint-Barthélemy.
In Zuid-Amerika is de korenslang geïntroduceerd in Brazilië in de staat Bahia.
De habitat bestaat uit gematigde bossen, savannen, scrublands, graslanden, draslanden en grotten. Ook in door de mens aangepaste streken zoals weilanden en landelijke tuinen kan de slang worden aangetroffen. De korenslang komt voornamelijk voor in dennenbossen met een zandige ondergrond.

## Terraria
De korenslang wordt door particulieren veel gehouden in een terrarium. Het is in Europa en delen van Noord-Amerika een van de meest in een woning gehouden slangen.

## Beschermingsstatus
Door de internationale natuurbeschermingsorganisatie IUCN is de beschermingsstatus 'veilig' toegewezen (Least Concern of LC).

## Afbeeldingen

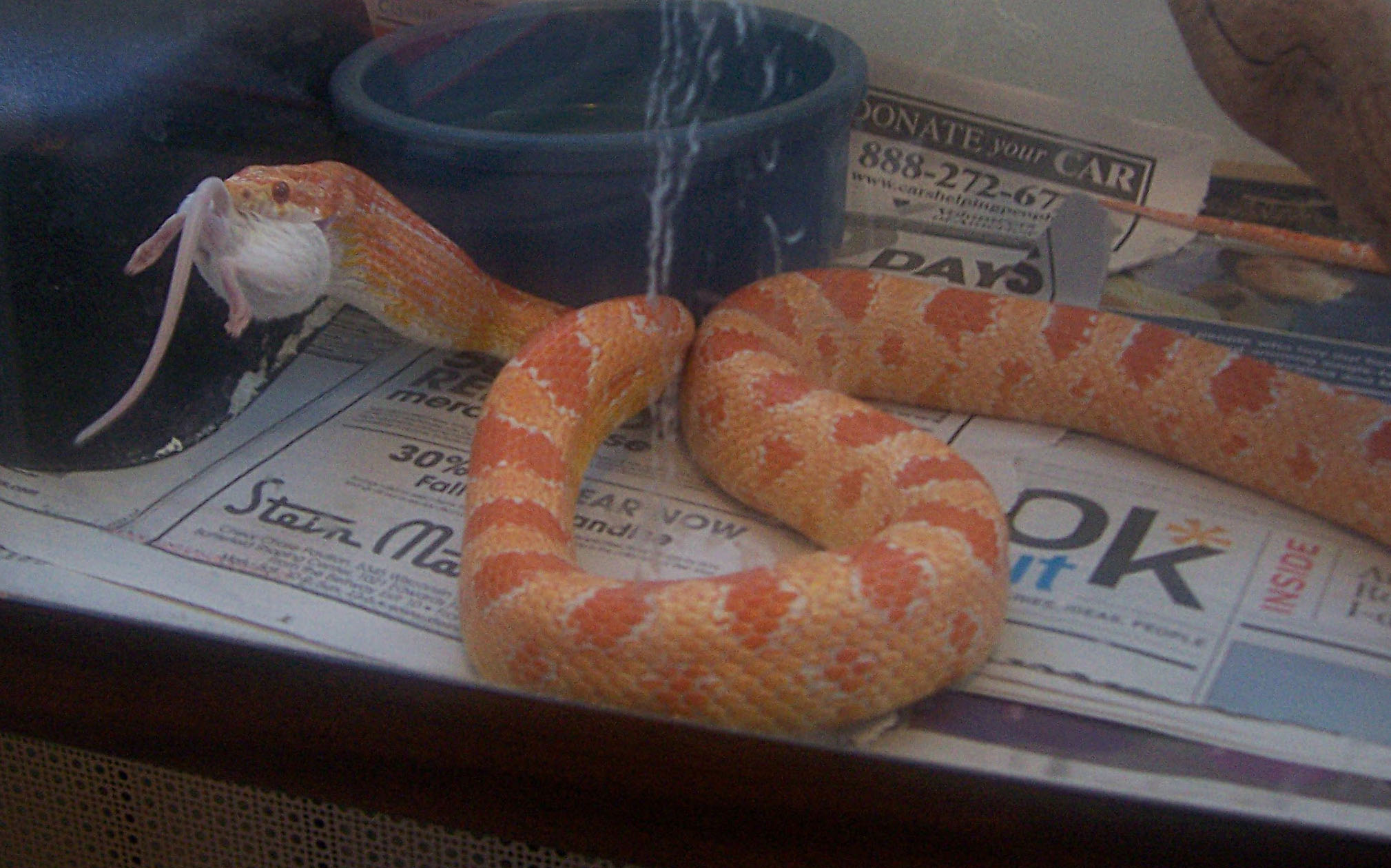
Een etende korenslang
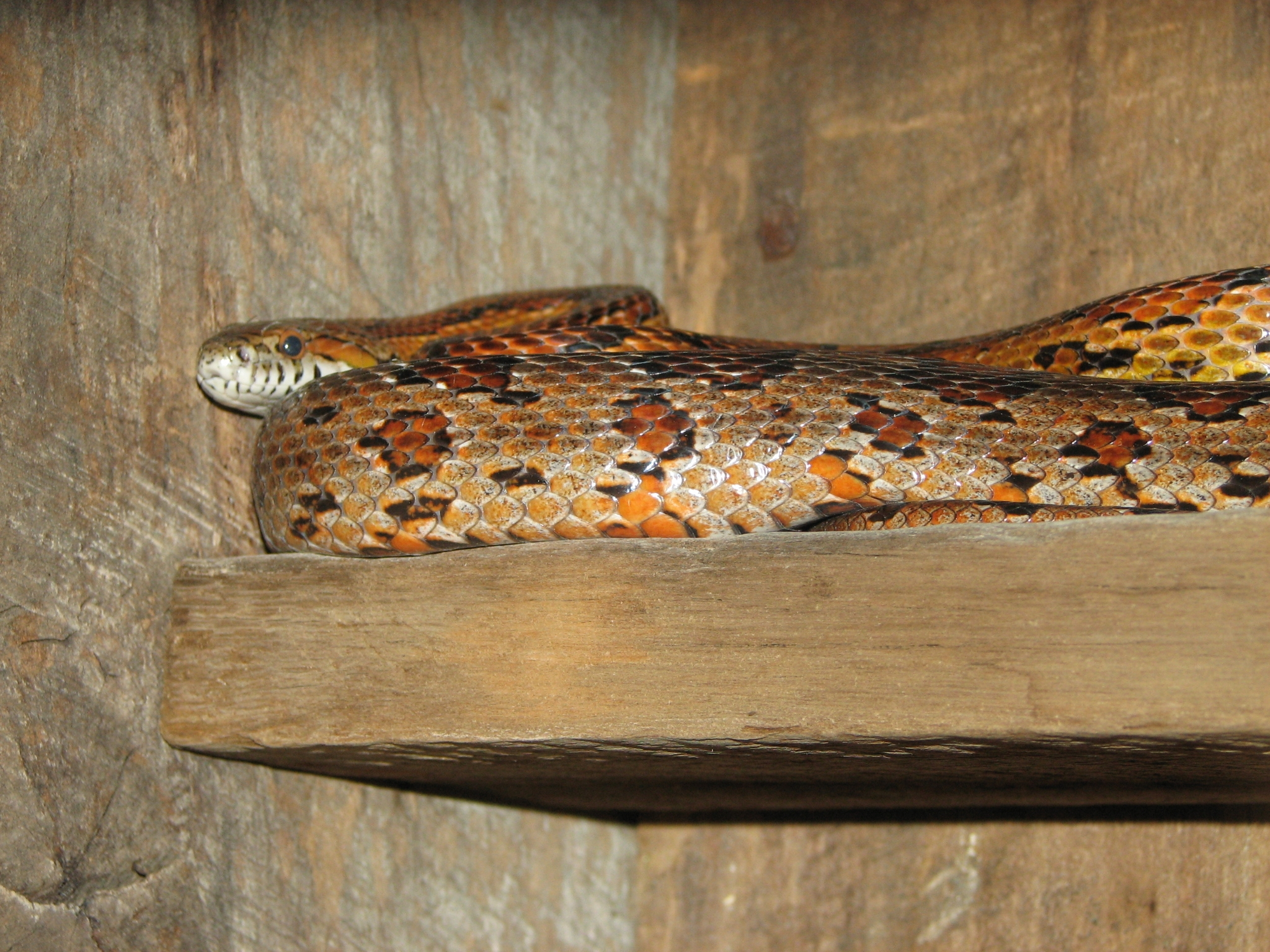
In gevangenschap
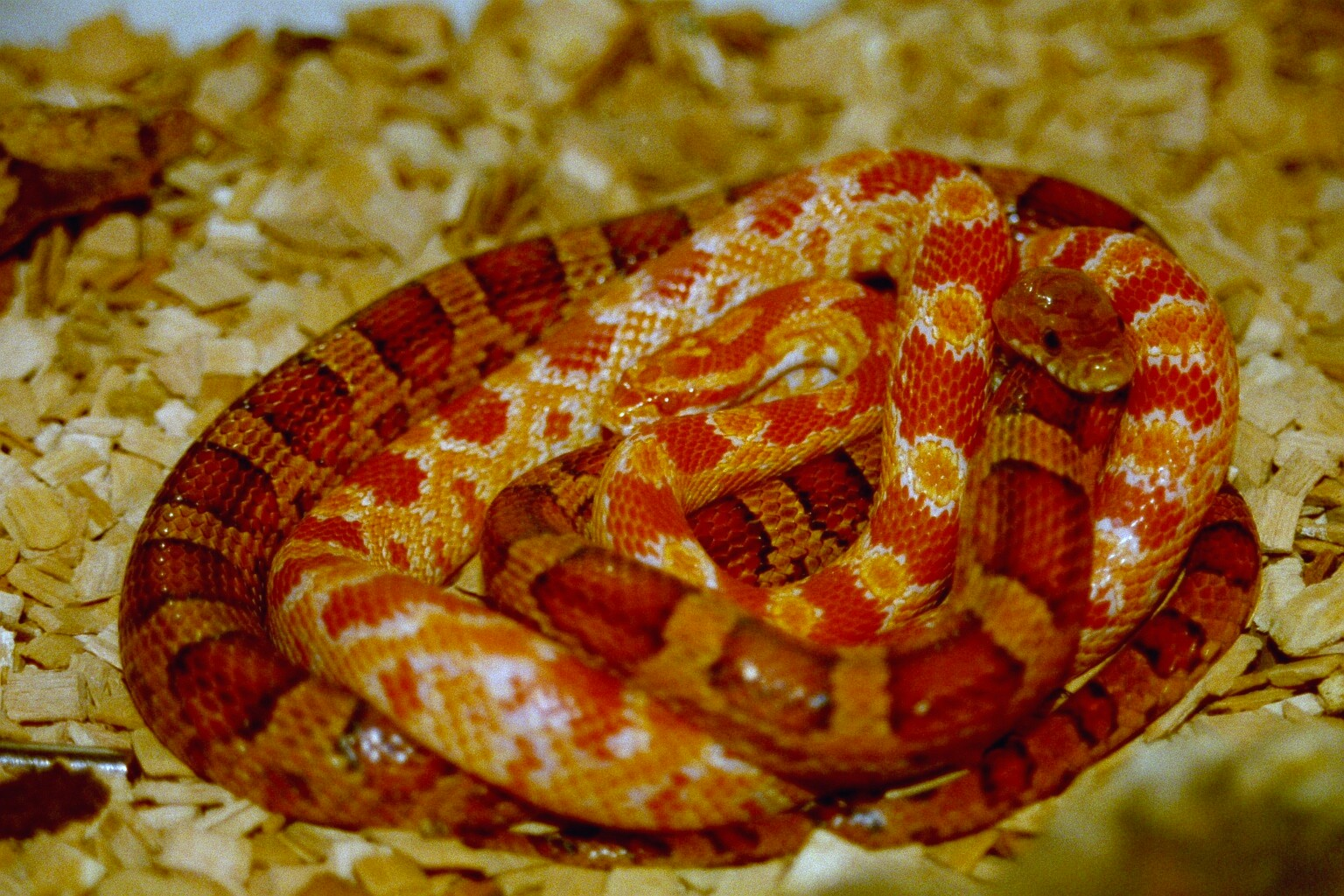
Twee korenslangen